# Aleksander Lisowski

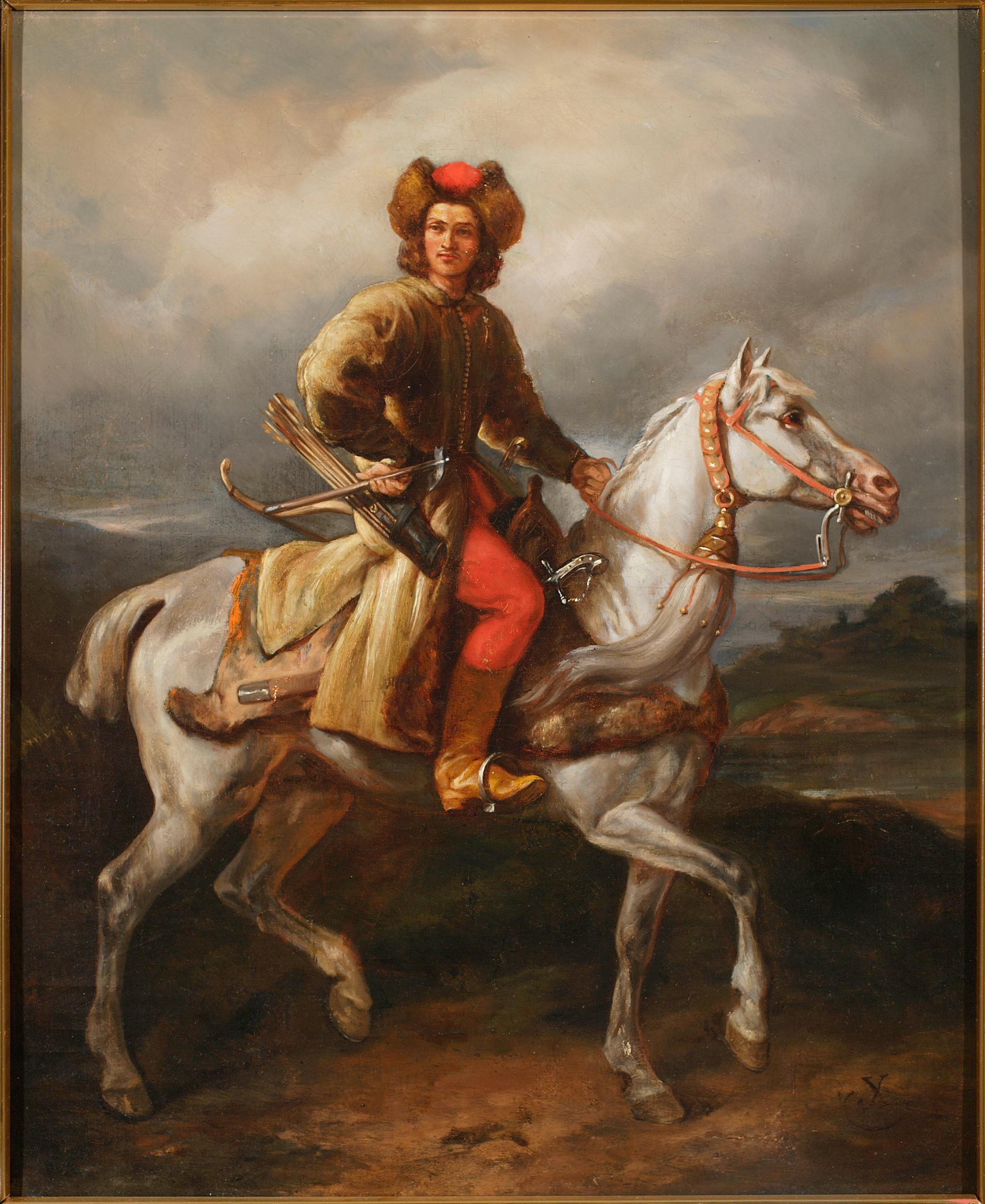
Lisowczyk - obra de Juliusz Kossak.

Escudo de armas de la familia Jeż.

Aleksander Józef Lisowski (circa. 1580-11 de octubre de 1616) fue un noble (szlachta), comandante de un grupo mercenario que después de su muerte tomó el nombre de Lisowczycy. Su escudo de armas era el de la familia Jeż (literalmente, Puercoespín).
Se conoce poco de la infancia de Aleksander, excepto que su familia se trasladó al Gran Ducado de Lituania (entonces parte de la Mancomunidad de Polonia-Lituania) en algún momento a mediados del siglo XVI. Las primeras referencias sobre él le sitúan en 1601 involucrado en las Guerras de los Magnates de Moldavia, primero como partidario de Mihai Viteazul (polaco: Michał Waleczny), y posteriormente como partidario del kanclerz Jan Zamoyski.
En 1604, durante las primeras etapas de la guerra polaco-sueca, el Sejm de la Mancomunidad rechazó reunir dinero para los soldados que luchaban en Livonia contra los suecos. Aleksander Józef Lisowski llegó a ser uno de los líderes de la konfederacja resultante -una parte amotinada del ejército que decidió obtener su sueldo saqueando a los civiles locales, sin importarles el que sean súbditos de Polonia o de Suecia. Aunque esto irritara al comandante polaco, el hetman Jan Carol Chodkiewicz, y resultara en una sentencia de banicja (expulsión) de Lisowski, poco se hizo para detener a las tropas amotinadas. Poco después, Lisowski y sus hombres se unieron a la rebelión de Zebrzydowski, una rebelión de importancia contra el rey de la Mancomunidad Segismundo III Vasa.
Finalmente, después de que el rokosz fuera derrotado en la batalla de Guzow, la suerte de Lisowski emperoró y se convirtió en persona non grata en la mayor parte de la Mancomunidad y buscó refugio con la poderosa familia de magnates Radziwiłł. Se iniciaba entonces el Período Tumultuoso de Moscovia y Lisowski no quiso perder la oportunidad de obtener algún provecho para sí, como muchos otros szlachta y magnates habían hecho ya, interviniendo en los asuntos rusos. Se decidió a apoyar al pretendiente impostor al trono de Moscovia, Dimitri II.
En 1608, juntamente con Aleksander Kleczkowski, liderando sus fuerzas -una banda de unos pocos cientos de soldados de fortuna, principalmente polacos, lituanos, cosacos del Don, rutenos, tártaros, alemanes y suecos- derrotó al ejército del zar Vasili Shuiski, liderado por Zajari Liapunov e Iván Jovanski, cerca de Zaraisk y capturó Mijáilov y Kolomna, bloqueando Moscú. No obstante, sería prontamente derrotado en Niedźwiedzi Bród, perdiendo la mayor parte del botín. Se reorganizó con el ejército de Jan Piotr Sapieha, pero no lograron hacer caer la fortaleza del Monasterio de la Trinidad y de San Sergio y fueron forzados a retirarse cerca de Rajmántsevo. Saquearon con éxito Kostromá, Soligálich, y algunas otras ciudades (estas batallas tuvieron lugar entre 1608 y 1609). Tomó Pskov en 1610, enfrentándose a los suecos que operaban en Moscovia durante la Guerra de Ingria. La Lisowczycy se mostró esencial en la defensa de Smolensk de 1612, donde la mayoría del ejército regular polaco, los wojsko kwarciane, se amotinaron y se unieron a la Confederación de Rohatyn. Durante los próximos tres años, las tropas de Lisowski fueron importantes en la defensa de la frontera polaca contra las incursiones moscovitas. En 1615 Lisowski reunió a varios criminales e invadió Moscovia con seis compañías de caballería. Sitió Briansk y derrotó a los refuerzos rusos de unos pocos miles de hombres al mando del kniaz Dimitri Pozharski, quien decidió no atacar a las fuerzas fortificadas en un campamento. Los hombres de Lisowski perdieron el contacto con el resto de fuerzas, quemando Beliov y Lijvin, tomó también Peremyshl, se volvió al norte, derrotó a un ejército moscovita en Rzhev, girando hacia la costa del Mar de Kara, hacia Kashin, quemó Torzhok, y volvió a Polonia sin ningún contacto con otra tropa moscovita. Hasta finales de otoño de 1616, Lisowski y sus fuerzas permanecieron en la frontera polaco-moscovita, donde Lisowski cayó enfermo para morir el 11 de octubre. En su recuerdo, sus hombres adoptaron el nombre Lisowczycy ("los hombres de Lisowski").